# ستون پنجم
ستون پنجم به گروهی از مردم در داخل جامعهٔ اصلی گفته می‌شود که در نهان به همکاری با دشمنان یا تضعیف گروه بزرگ‌تری که ظاهراً باید به آن وفادار باشند می‌پردازند. این اصطلاح از زمان جنگ داخلی اسپانیا در عرصهٔ نظامی و سیاسی رایج شده‌است.

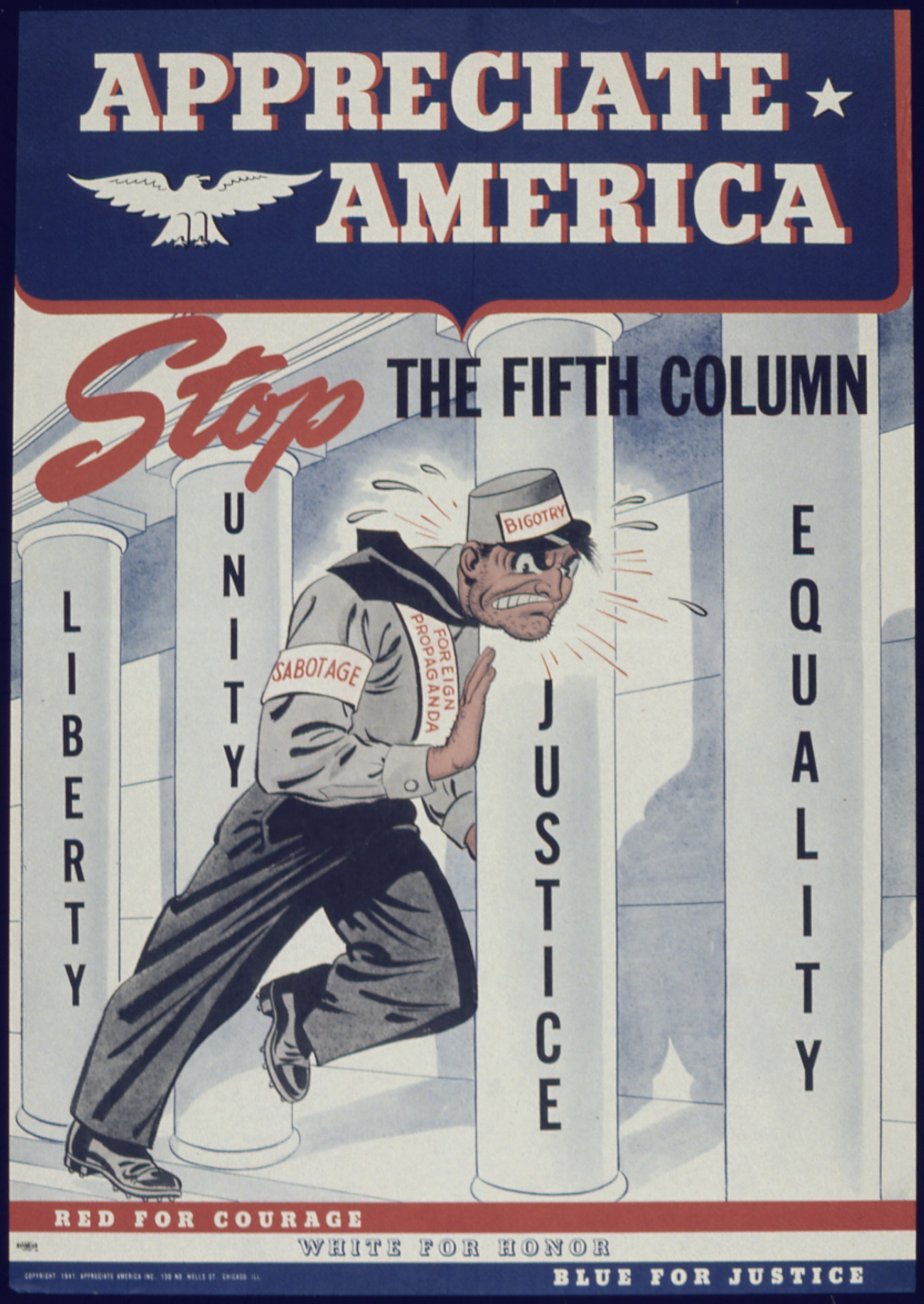
تصویر از پوستر تبلیغاتی در آمریکا در زمان جنگ جهانی دوم برای مبارزه با ستون پنجم دشمن

اصطلاح ستون پنجم از نظر معنی و مفهوم مجازی همان جاسوسی است؛ منتها با این تفاوت که جاسوس به ضرر و زیان بیگانه کار می‌کند و نفع و مصلحت ملت و کشور خویش را ولو به قیمت جان از نظر دور نمی‌دارد؛ در حالی که ستون پنجم این معنی را نمی‌دهد بلکه افراد ستون پنجم، دانسته یا ندانسته به زیان و ضرر خودی و نفع بیگانگان کار می‌کنند.

## پیشینه
در جریان جنگ داخلی سه‌سالهٔ اسپانیا (۳۹–۱۹۳۶ میلادی) هنگامی که ژنرال مولا یکی از سرکردگان سپاه ژنرال فرانکو با ارتش خود به سوی مادرید پایتخت اسپانیا پیش می‌رفت، برای جمهوری‌خواهان که بر شهر مسلط بودند پیغام فرستاد که: «من با چهار ستون سرباز و تجهیزات از شرق و غرب و شمال و جنوب به سوی مادرید پیش می‌آیم ولی شما فقط روی این چهار ستون حساب نکنید بلکه ستون دیگری به نام «ستون پنجم» هم داریم که در مادرید و حتی در میان جمع شما هستند که دانسته یا ندانسته برای ما فعالیت می‌کنند. شاید هم با ما موافق نباشند ولی چون با عقیده و نظریهٔ شما صددرصد مخالف هستند بنابراین اعمالشان غیر مستقیم به نفع ما تمام می‌شود. اگر از چهار ستون اعزامی واهمه ندارید از این «ستون پنجم» بترسید که در تمام امور و شئون شما نفوذ دارند و راه ورود چهار ستون را به داخل شهر هموار می‌کنند.»
همین‌طور هم شد و سرانجام، ژنرال فرانکو با کمک همین ستون پنجم و خرابکاری آن‌ها توانست پایتخت اسپانیا را که کابوس قحطی و گرسنگی بر آن سایه انداخته بود تصرف کند و سلطه و سیطرهٔ کمونیست‌ها و جمهوری‌خواهان را از سراسر خاک اسپانیا براندازد. از این تاریخ است که اصطلاح ستون پنجم وارد اصطلاحات سیاسی شد و به عاملان اجنبی و به‌طور کلی هر فرد و دسته‌ای گفته شد که اعمالی به زیان و ضرر خودی و سود بیگانه انجام دهند.